# Césarches
Césarches település Franciaországban, Savoie megyében. Lakosainak száma 431 fő (2022. január 1.). Césarches Marthod, Pallud, Queige, Thénésol és Venthon községekkel határos.

## Népesség
A település népességének változása:
| Lakosok száma | 416  | 425  | 440  | 427  | 428  | 423  | 421  | 420  | 431  |
|               | 2013 | 2015 | 2016 | 2017 | 2018 | 2019 | 2020 | 2021 | 2022 |